# Osmia natalensis
Osmia natalensis är en biart som beskrevs av Cockerell 1920. Osmia natalensis ingår i släktet murarbin, och familjen buksamlarbin. Inga underarter finns listade i Catalogue of Life.